# Magdaléna Kalmárová
Magdaléna Kalmárová, též Magda Kalmár (* 13. září 1955), byla československá politička Komunistické strany Slovenska ze Slovenska, maďarské národnosti, a poslankyně Sněmovny lidu Federálního shromáždění za normalizace.

## Biografie
K roku 1986 se profesně uvádí jako skupinářka rostlinné výroby JZD. Ve volbách roku 1986 zasedla do Sněmovny lidu (volební obvod č. 176 – Veľký Krtíš, Středoslovenský kraj). Ve Federálním shromáždění setrvala do konce funkčního období, tedy do svobodných voleb roku 1990. Netýkal se jí proces kooptací do Federálního shromáždění po sametové revoluci.